# Diaphantania conspicualis
Diaphantania conspicualis là một loài bướm đêm trong họ Crambidae.